# Спиридонов Лев Миколайович
Лев Миколайович Спиридонов (11 серпня 1931, місто Москва, тепер Російська Федерація — 11 березня 2009, місто Москва) — радянський партійний діяч, журналіст, головний редактор газети «Московская правда», 1-й заступник головного редактора газети «Правда», генеральний директор ТАРС. Кандидат у члени ЦК КПРС у 1986—1990 роках. Депутат Верховної ради Російської РФСР 11-го скликання. Кандидат філософських наук (1971).

## Життєпис
Походив із селянської родини з Волоколамського району Московської області.
У 1955 році закінчив філософський факультет Московського державного університету імені Ломоносова.
У 1955—1956 роках — завідувач відділу районного комітету ВЛКСМ міста Москви.
Член КПРС з 1956 року.
У 1956—1960 роках — інструктор, завідувач відділу, секретар Московського міського комітету ВЛКСМ.
У 1960—1965 роках — на дипломатичній роботі в Того та Дагомеї (Бенін).
У 1965—1968 роках — заступник голови Комітету молодіжних організацій СРСР.
У 1968—1971 роках — заступник завідувача відділу Московського міського комітету КПРС.
У 1971—1972 роках — інструктор відділу пропаганди ЦК КПРС.
У 1972—1983 роках — головний редактор газети «Московская правда». Голова Московської організації Спілки журналістів СРСР.
У 1983—1985 роках — завідувач сектора відділу пропаганди ЦК КПРС.
26 лютого 1985 — 29 березня 1986 року — секретар Московського міського комітету КПРС — завідувач відділу закордонних зв'язків Московського міського комітету КПРС.
У 1986—1990 роках — 1-й заступник головного редактора газети «Правда».
У листопаді 1990 — серпні 1991 року — генеральний директор Телеграфного агентства Радянського Союзу (ТАРС).
Потім працював заступником генерального директора Асоціації міжнародних автомобільних перевізників (на 1997 рік), очолював редакцію галузевого журналу. Персональний пенсіонер у Москві.
Помер 11 березня 2009 року в Москві. Похований на Хімкинському цвинтарі.

## Нагороди і звання
- орден Дружби народів
- орден Трудового Червоного Прапора
- медалі